# THAT'S A FACT!
『THAT'S A FACT!』はMia REGINAの1枚目のアルバムとして2016年12月7日にLantisから発売された。

## 概要
さまざまなジャンルの楽曲がつめ込まれた本作は、各メンバーによる作詞楽曲やソロ歌唱曲のほか、田中秀和（MONACA)、畑亜貴、本多友紀(Arte Refact)、桑原 聖(Arte Refact) 、山本恭平(Arte Refact)、エンドウ.、高田 暁、山下洋介、酒井陽一、ラムシーニ、森本貴大、倉内達矢、Kon-K、高野裕也とバラエティ豊富な作家陣が参加した、ポップでありながらも実験的な作品に仕上がっている。
デビューシングル「ETERNALエクスプローラー」をはじめ、テレビアニメ『装神少女まとい』主題歌の「蝶結びアミュレット」や霧島若歌、上花楓裏、ささかまリス子それぞれのソロ曲やデュエットなどの新規楽曲を含む12曲を収録。

## 収録曲
1. overture [1:05]
作曲・編曲：高野裕也
2. THAT'S A FACT!　～千里の道も一歩から～ [5:35]
作詞：ささかまリス子　作曲・編曲：田中秀和（MONACA）
3. 無敵乙女化プログレス [4:08]
作詞：畑亜貴　作曲・編曲：エンドウ.
4. ambivalent future / 霧島若歌 [4:11]
作詞：霧島若歌　作曲・編曲：本多友紀（Arte Refact）
5. 蝶結びアミュレット [4:39]
作詞：真崎エリカ　作曲：桑原聖（Arte Refact）　編曲：山本恭平（Arte Refact）
6. ギミギミ☆greedy / 霧島若歌 & ささかまリス子 [4:29]
作詞：霧島若歌　作曲・編曲：山下洋介
7. with a wish / 上花楓裏 [4:43]
作詞：上花楓裏　作曲・編曲：酒井陽一
8. ラブリーデイ [4:04]
作詞：上花楓裏　作曲・編曲：高田 暁
9. つなぐ未来 / 上花楓裏 & ささかまリス子 [4:48]
作詞：上花楓裏　作曲・編曲：森本貴大
10. ハバネロ / ささかまリス子 [3:51]
作詞：ささかまリス子　作曲・編曲：倉内達矢
11. White Guilty [4:39]
作詞：霧島若歌　作曲・編曲：ラムシーニ
12. ETERNALエクスプローラー [4:37]
作詞：結城アイラ　作曲・編曲：Kon-K